# Calgary Foothills Women's Football Club
Maillots
Le Calgary Foothills Women's Football Club est une franchise féminine de soccer canadienne fondée en 2015 et basée à Calgary dans l'Alberta. Elle évolue actuellement en United Women's Soccer, un championnat semi-professionnel nord-américain. C'est la section féminine de la franchise de USL League Two du même nom.

## Histoire
Les Foothills de Calgary rejoignent la United Women's Soccer en 2017, deux ans après la faillite de la W-League, dans laquelle la franchise voulait débuter.
En 2018, les Foothills remportent la conférence Ouest, et sont éliminées en demi-finales nationales par les Aces de Houston (en) (3-1). La saison suivante, les Foothills dominent encore la conférence ouest, et disputent les séries éliminatoires nationales à domicile. Elles atteignent cette fois-ci la finale nationale après une victoire 2-0 face à l'Inferno de Lancaster, mais sont battues 1-0 par le LA Galaxy OC sur un but de Catarina Macario.
Lors de la saison 2022, les Foothills remportent leurs dix matches de conférence, éliminent le FC Buffalo 4-1 en demi-finale nationale, avant de chuter en finale 2-1 face aux Mustangs de Chicago.
En décembre 2022, la création d'une ligue professionnelle féminine de soccer canadienne est annoncée. Les Calgary Foothills font partie, avec les Whitecaps de Vancouver, des deux premières franchises participant au projet. Cette ligue est prévue pour 2025.
En 2023, les Foothills participent au tournoi pilote de la Ligue1 Alberta.

## Palmarès
United Women's Soccer
- Conférence ouest (3) :
  - Championnes en 2018, 2019 et 2022
- Play-offs nationales (0) :
  - Finalistes en 2019 et 2022